# Tiniã
Tiniã (Tinian) é uma das três principais ilhas do arquipélago das Ilhas Marianas do Norte.
Situada a 8 quilômetros a sudoeste da ilha Saipã, da qual está separada pelo canal de Saipã, Tiniã tem uma área de 101 km2 e uma população de 3 136 habitantes (segundo o censo dos Estados Unidos de 2010). Sua principal atividade econômica repousa no turismo e na exploração de um cassino que recebe visitantes de todos os países. Suas praias principais são recheadas de pequenos hotéis e ligadas por ferry-boat à sua vizinha Saipã. As relíquias de uma base militar americana da Guerra do Pacífico, de onde partiram os bombardeiros que lançaram as bombas atômicas sobre Hiroshima e Nagasáqui e onde hoje existe um memorial, são muito visitadas por turistas e historiadores.
A ilha tem grande variedade de fauna e flora, cavernas e penhascos e é propícia à prática do mergulho em suas águas claras ao redor, que abrigam abundante vida marinha e recifes de coral.

## História

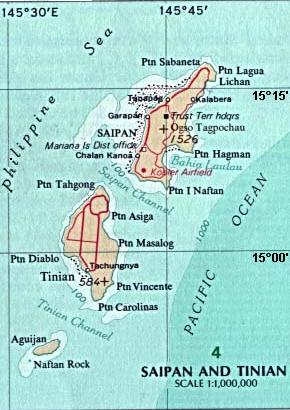
Mapa das ilhas Saipã e Tiniã, no sul das Ilhas Marianas Setentrionais

Pouco populosa, Tiniã esteve sob domínio da Espanha e da Alemanha antes de se tornar um protetorado japonês após a Primeira Guerra Mundial, quando se tornou uma grande plantação de açúcar e foi fortificada pela guarnição militar das Ilhas Marianas.
Durante a Segunda Guerra Mundial Tiniã foi capturada pelos norte-americanos numa batalha sangrenta, parte da Batalha das Ilhas Marianas, e transformada numa grande base aérea de seis pistas para bombardeiros de longo alcance B-29. Destas pistas partiram as esquadrilhas que incendiaram Tóquio nos últimos meses de guerra e os aviões B-29 Enola Gay e Bockscar, que inauguraram a era atômica ao largar bombas atómicas sobre Hiroshima e Nagasaki, em agosto de 1945.